# Podnjataja celina (film 1959)
Podnjataja celina (Поднятая целина) è un film del 1959 diretto da Aleksandr Gavrilovič Ivanov.